# BMW E31
La BMW E31 è la prima generazione della BMW Serie 8, un'autovettura coupé di lusso prodotta dal 1989 al 1999 dalla casa automobilistica tedesca BMW.

## Storia

### Genesi ed esordio
Già all'inizio degli anni ottanta, BMW cominciò a pensare a una coupé ad alte prestazioni in grado di sostituire la Serie 6, lanciata nel 1976. Ma il progetto E31 venne avviato solo nel 1984 e partì da un foglio bianco: la vettura non sarebbe stata un'evoluzione di un modello già esistente, anche se come base meccanica si sarebbe scelto di condividere il pianale con la futura Serie 7, mentre per quanto riguarda il disegno della carrozzeria il compito fu affidato all'équipe di designer del centro stile interno, diretto da Claus Luthe. Per la definizione delle linee, venne utilizzato il CAD (Computer Aided Design), una soluzione assai moderna per l'epoca. La volontà di derivare la nuova coupé dalla Serie 7 e non dalla Serie 5 come invece era accaduto per la precedente Serie 6, tradì fra l'altro il proposito di operare un riposizionamento verso l'alto del nuovo modello, in maniera da porsi come alternativa a coupé decisamente più prestigiose.

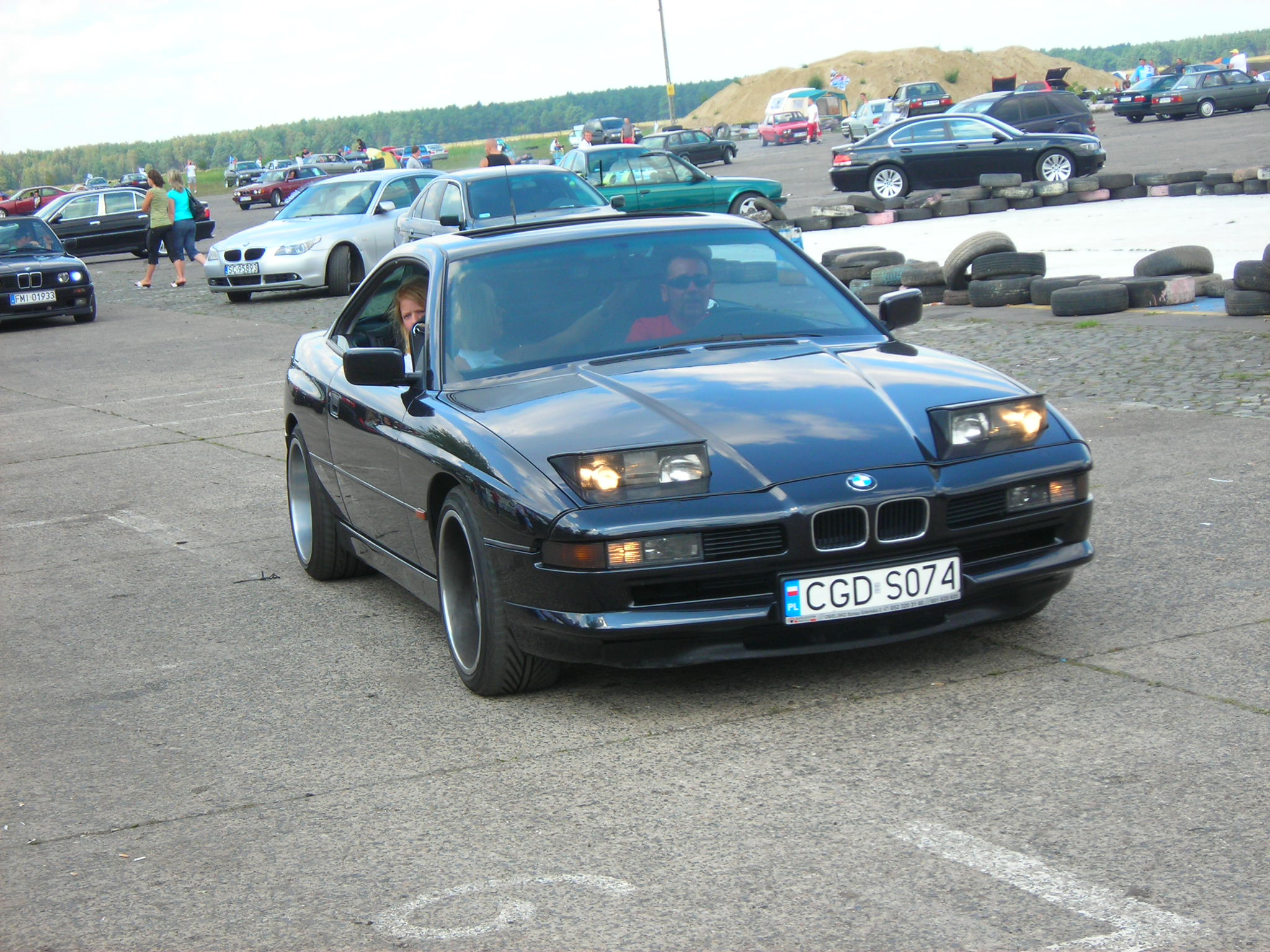
Frontale di una BMW 850i; notare il sistema dei fanali "a scomparsa"

Nel 1986, mentre la nuova Serie 7 venne lanciata sul mercato, il progetto E31 vide l'approvazione e il "congelamento" delle linee della futura coupé alto di gamma. L'anno seguente venne costruito il primo di una serie di prototipi in lamiera per i test della meccanica e per i crash test. Nel giugno del 1989 venne realizzato il primo esemplare di pre-serie e a luglio cominciarono le prime prove su strada e su pista della vettura pressoché definitiva. Altri test furono condotti ad agosto, sia negli USA, sia nelle regioni polari.
La presentazione al pubblico si ebbe al Salone di Francoforte nel mese di settembre, dove la vettura riscosse un grande successo, basti pensare che al termine della kermesse tedesca furono ben 5.000 gli ordini per questa vettura. Dall'inizio del progetto E31 alla presentazione della vettura al pubblico la BMW spese ben un miliardo di marchi.

### Design esterno e interno

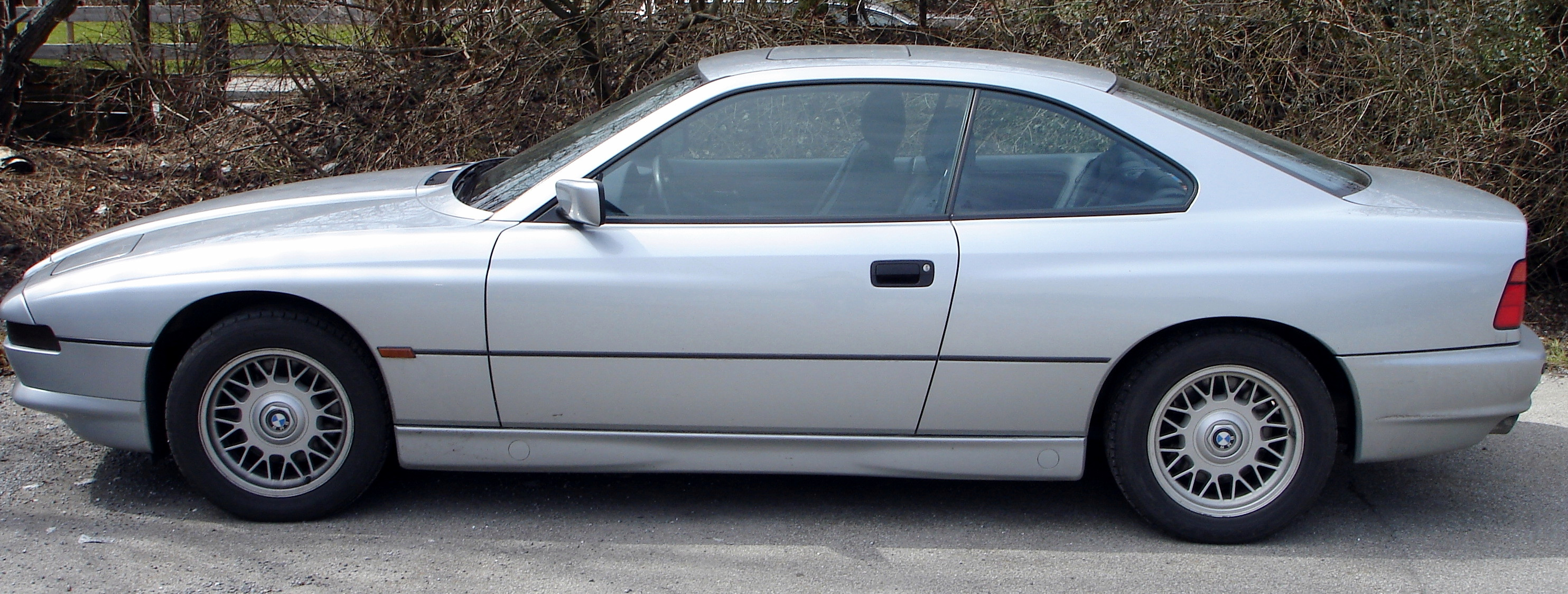
Fiancata di una 840 Ci

Il corpo vettura, caratterizzato da linee tese e affilate, era dominato da un cofano motore particolarmente lungo per poter ospitare i propulsori di elevato frazionamento, e di fari a scomparsa con impianto lavafari che in posizione di stand by scompariva nel musetto anteriore. La fiancata, caratterizzata da nervature che partivano dai passaruota proseguendo verso la coda, presentava la caratteristica soluzione priva di montante centrale, che conferiva alle superfici vetrate un aspetto più leggero e dinamico. Questa soluzione portò i progettisti a studiare una soluzione inedita per il fissaggio delle cinture di sicurezza che erano ancorate a un montante integrato nello schienale del sedile anteriore. La coda era invece caratterizzata da un disegno di tipo tronco con grossi gruppi ottici posteriori a sviluppo orizzontale.
Il cruscotto era, come di consueto, orientato di cinque gradi verso il guidatore, ma completamente ridisegnato rispetto alla Serie 7 da cui meccanicamente derivava. La particolare attenzione all'ergonomia consentiva al guidatore di avere a disposizione tutti i comandi principali. Gli interni, nelle versioni vendute sul mercato italiano, erano rivestiti in pelle Montana, anche se, a richiesta, potevano essere rivestiti in pelle di bufalo indiano esteso anche alla plancia, che aumentava il prezzo di listino di 22.000.000 di lire. La media del prezzo di vendita era di circa 180.000.000 lire. Il tutto, coadiuvato dai primi sistemi elettronici di stabilità, come l'ASC+T, che può essere considerato l'antesignano dell'odierno ESP, e il sistema di sospensioni a smorzamento controllato EDC che permetteva al conducente di variare il comportamento dinamico grazie a due posizioni selezionabili: la K, votata al comfort di marcia, che rendeva l'assetto più "soffice" e capace di assorbire le asperità del fondo stradale, e la S, che rendeva il comportamento della vettura molto più reattivo e dinamico.

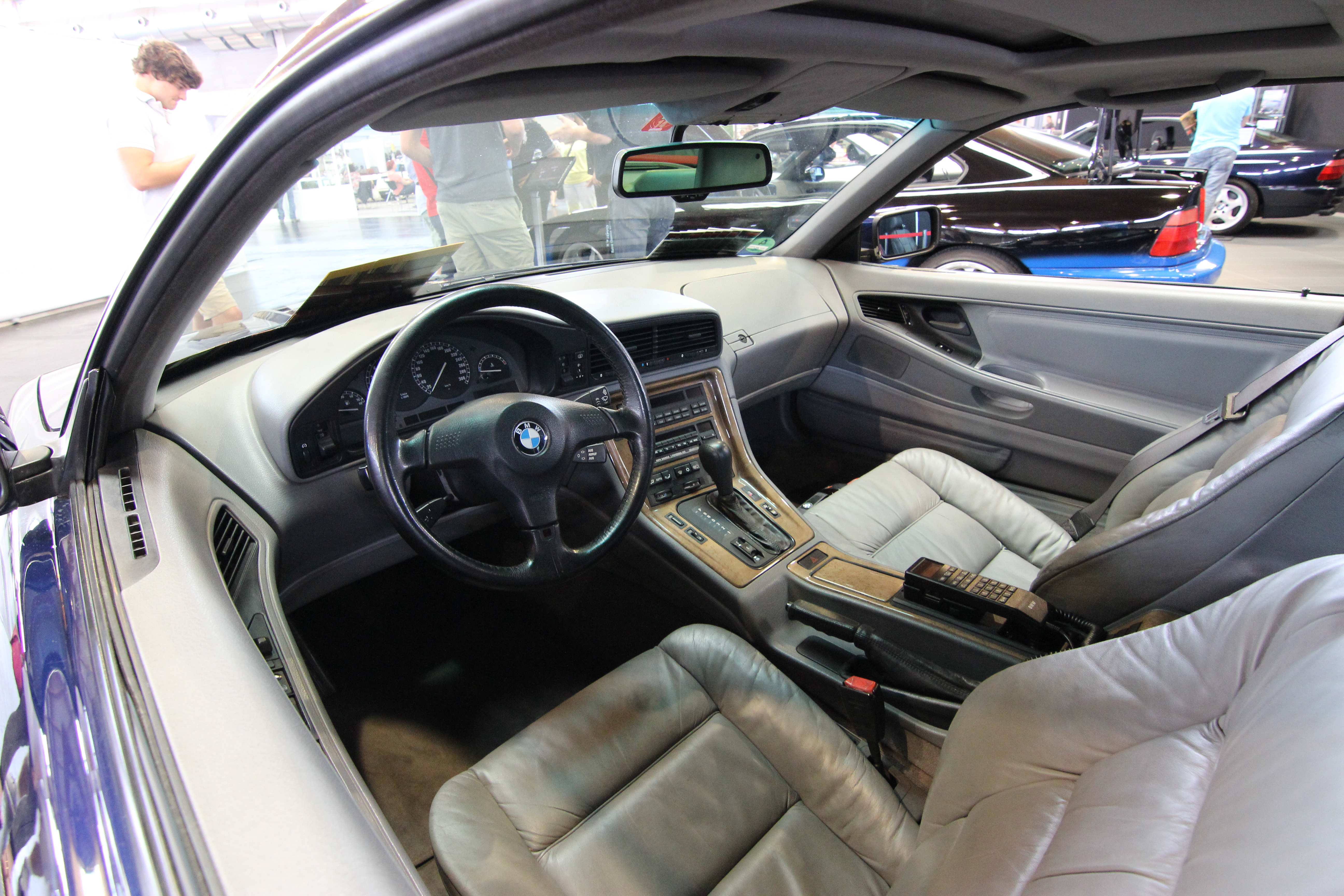
Posto guida di una 850i

La dotazione di serie, a un prezzo di lancio di 144.000.000 di lire, era abbastanza completa: si andava dal climatizzatore automatico bizona ai sedili con regolazione elettrica, dotati di tre posizioni memorizzabili, volante anch'esso regolabile in altezza, quattro finestrini ad azionamento elettrico con un sistema molto particolare di apertura del finestrino posteriore.

### Struttura, meccanica e motori

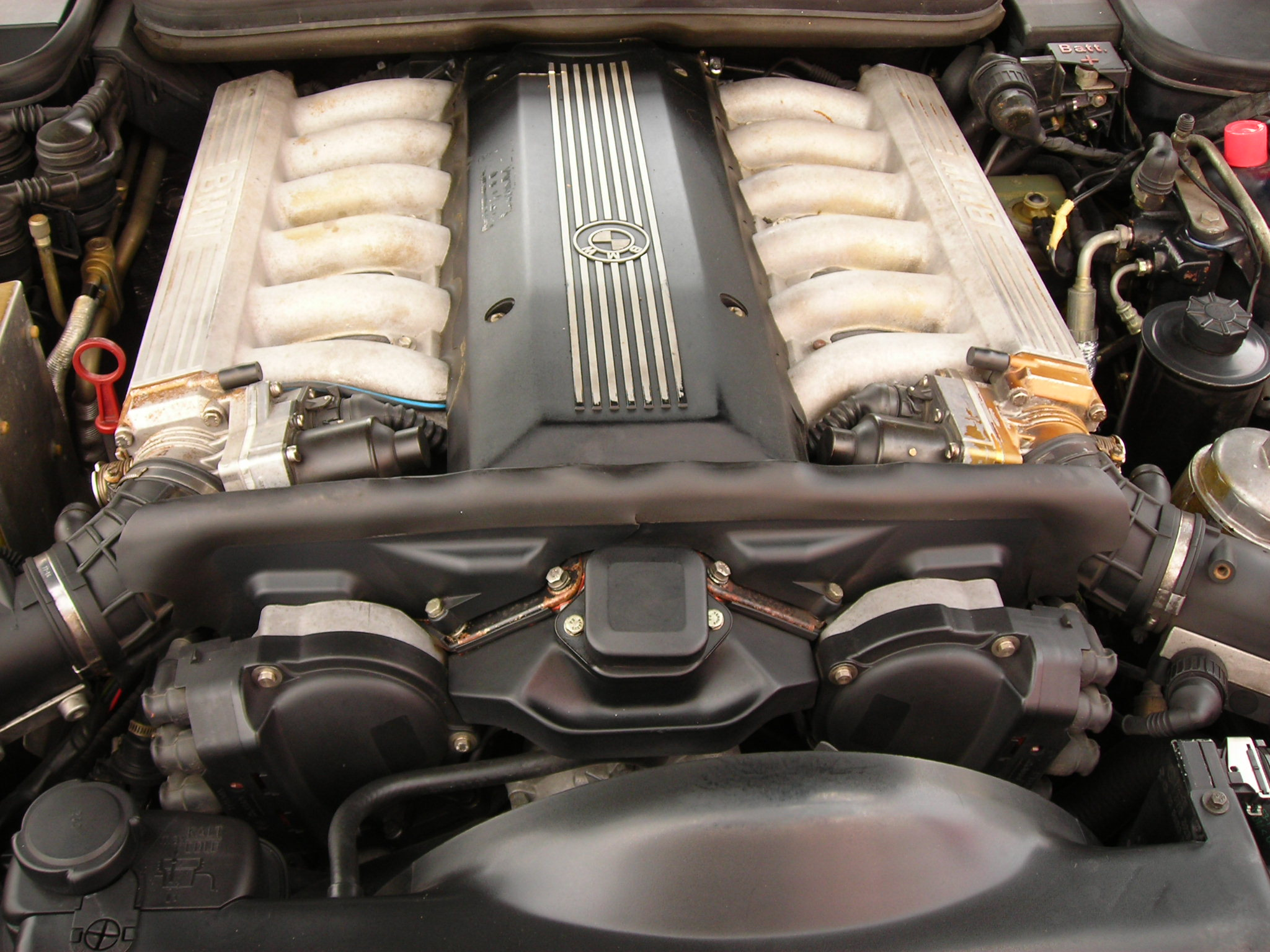
Il V12 da 5 litri di una 850i

Lo schema tecnico della E31 mantenne la classica architettura BMW, con motore anteriore longitudinale e trazione sulle ruote posteriori. Come già detto in precedenza, la E31 condivise il pianale con la seconda generazione della Serie 7, lanciata nel 1986. Dall'ammiraglia bavarese vennero quindi riprese le soluzioni per quanto riguardava la meccanica telaistica, a partire dalla sospensioni, con avantreno di tipo MacPherson e retrotreno multilink a cinque bracci in lega di alluminio. Il retrotreno, fra l'altro era a effetto autosterzante, il che garantiva una stabilità e una tenuta di strada elevate. Quanto all'impianto frenante, la E31 disponeva di dischi da 284 mm sull'asse anteriore e da 279 mm sull'asse posteriore, con ABS. Lo sterzo, servoassistito, era del tipo a circolazione di sfere, molto utilizzato in quegli anni su vetture di prestigio.
Una sola fu la motorizzazione prevista per la E31 al suo esordio, ossia il V12 M70B50, un'unità da 4988 cm³ a due valvole per cilindro, che all'epoca era conosciuto come il più leggero ed equilibrato V12 di grande serie. Con tale propulsore la 850i (questa la denominazione commerciale della nuova coupé BMW) era in grado di erogare 300 CV, raggiungendo i 250 chilometri orari di punta massima (autolimitati) e coprendo l'accelerazione da 0 a 100 km/h in 6,8 secondi. Si trattava fra l'altro dello stesso motore della 750i E32, ma modificato nello scarico in maniera da avere un rombo più grintoso e sportivo, senza per ridurre il comfort di marcia.
Il cambio era uno ZF a sei marce manuale che rappresentava una peculiarità nell'epoca in cui Ferrari 348 o Porsche 911 erano dotate di classici cinque marce. In alternativa era disponibile anche l'automatico a quattro rapporti ZF, votato più al comfort di marcia che alla sportività.

## Evoluzione

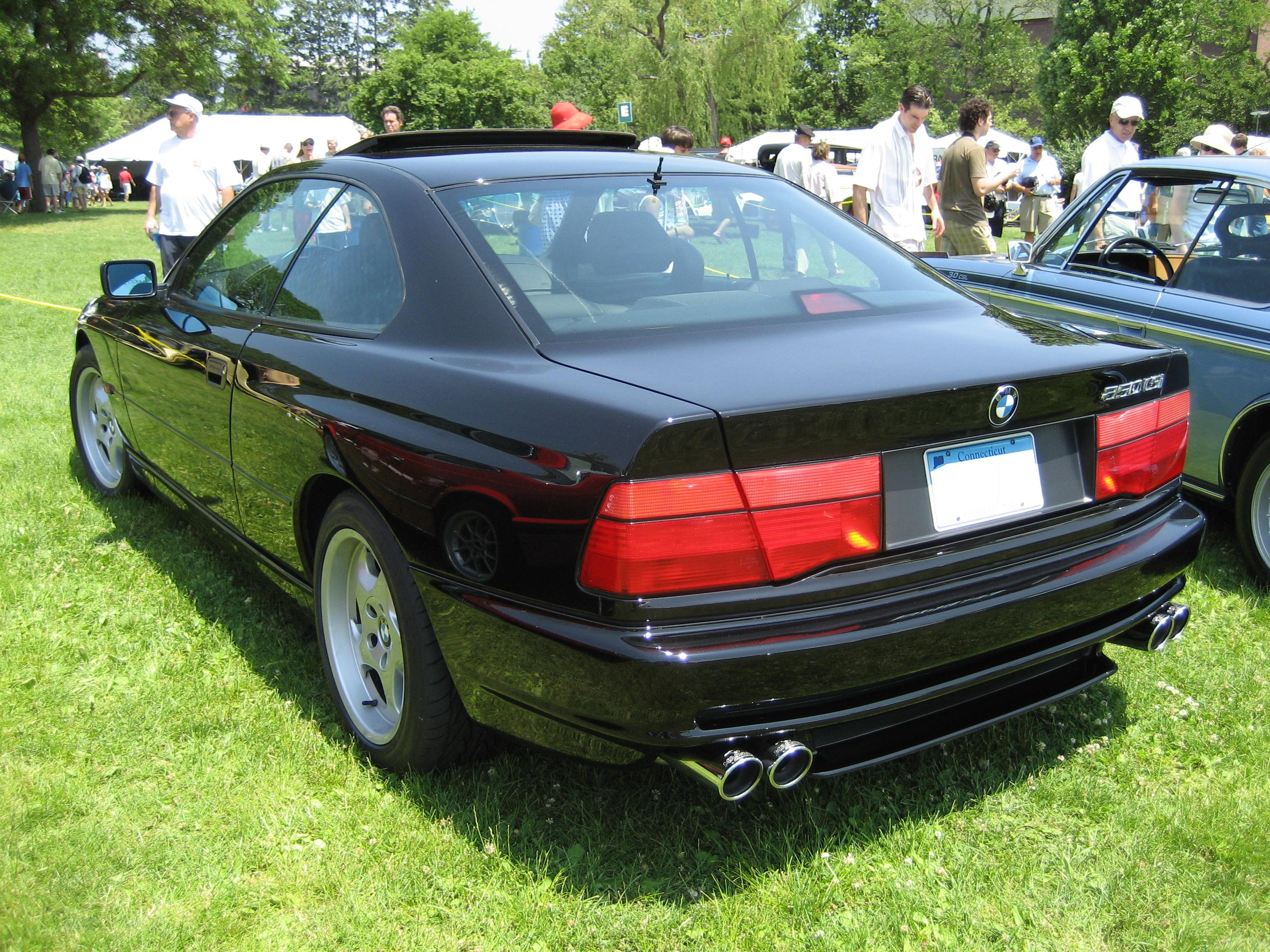
Una 850 CSi, top di gamma della Serie 8 E31

La commercializzazione della 850i venne avviata nel febbraio del 1990, ma le prime consegne si ebbero nel mese di maggio: questo perché il successo riscosso dalla vettura fin dal suo esordio fu tale che le liste di attesa si allungarono in alcuni casi fino a ben tre anni. Ciò comportò giocoforza la necessità di riorganizzare la produzione in maniera da essere più celere possibile. Molti degli esemplari prodotti furono destinati al mercato USA.
Per i primi due anni e mezzo di commercializzazione la gamma E31 continuò a essere composta unicamente dalla 850i: fu solo nell'ottobre del 1992, al Salone di Parigi, che venne presentata la 850 CSi, una versione più spinta e rivista dal reparto sportivo BMW, la Motorsport. Qui il motore rimase sempre frazionato in 12 cilindri, ma portato a 5,6 litri di cilindrata e in grado di erogare fino a 381 CV di potenza massima. Esternamente, la 850 CSi si riconosceva per i cerchi da 17", gli stessi utilizzati sulle contemporanee M5 E34. Contemporaneamente alla presentazione della 850 CSi, la 850i venne ribattezzata 850 Ci, senza tuttavia ricevere particolari aggiornamenti tecnici.

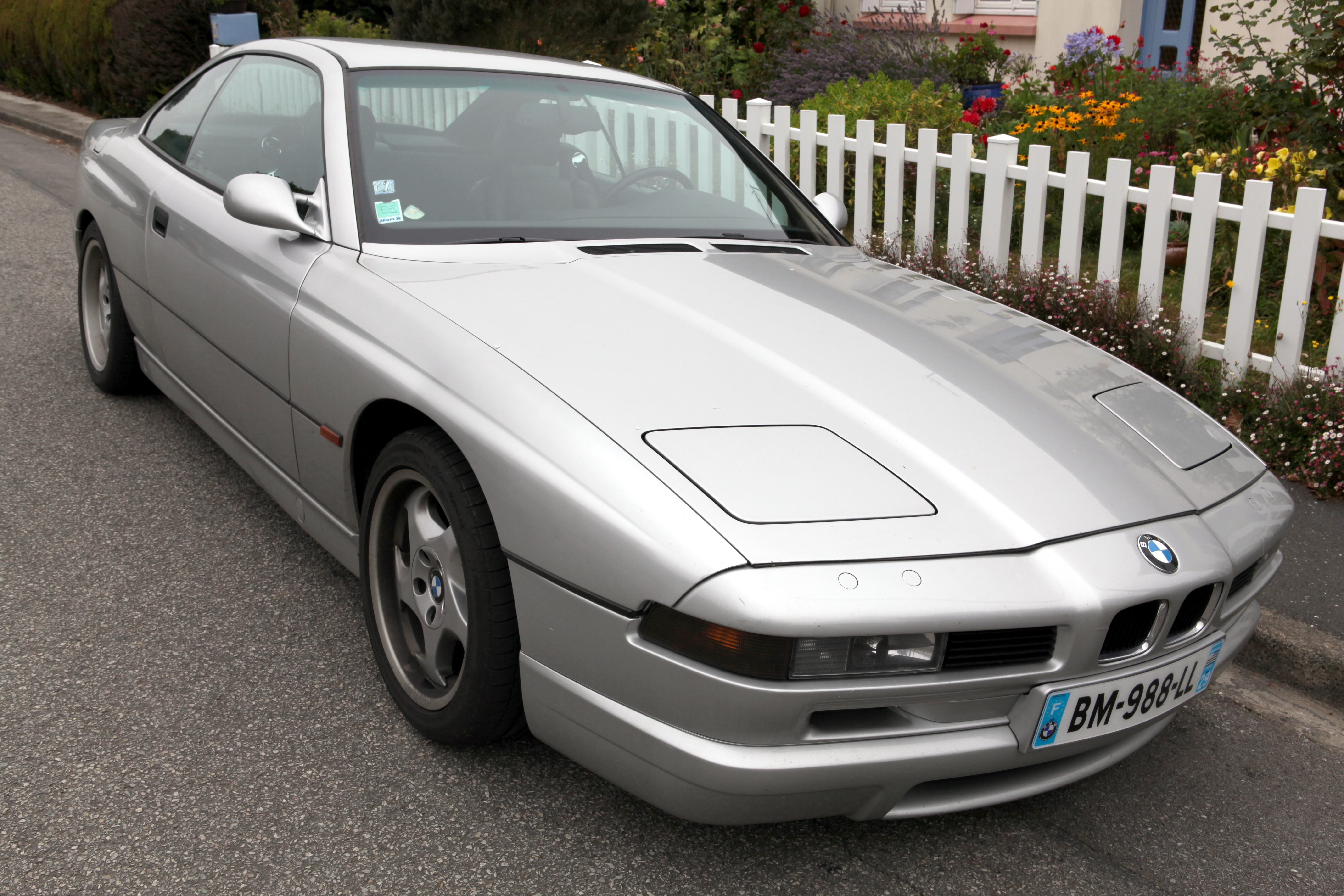
Frontale di una 850 CSi

Nel 1993 al Salone di Ginevra venne presentata la nuova 840Ci, nuova motorizzazione d'accesso alla gamma E31. Essa era caratterizzata dalla presenza del nuovo V8 M60B40, un'unità a 32 valvole da 4 litri che erogava 286 CV, sia in configurazione manuale a sei marce sia Steptronic a cinque rapporti, e che consentiva alla coupé tedesca di raggiungere i 250 km/h di velocità massima (sempre autolimitati) e di accelerare da 0 a 100 km/h in 6,6 secondi, un tempo migliore rispetto a quello della più grande 850 Ci, il che indusse i vertici BMW a riflettere su una necessaria rivisitazione motoristica della 850 Ci stessa. Ciò avvenne un anno dopo, nella primavera del 1994, quando la 850 Ci ricevette un nuovo V12 da 5,4 litri in grado di erogare una potenza massima di 326 CV e di ridurre lo scatto da 0 a 100 km/h in 6,3 secondi.
La differenziazione estetica che permise di distinguere le tre versioni erano nei terminali di scarico: la 840 Ci era dotata di quattro terminali accoppiati circolari di colore nero, la 850 Ci era caratterizzata da quattro terminali accoppiati quadrati e neri, mentre la CSi sfoggiava quattro terminali accoppiati circolari e cromati, oltre alle appendici aerodinamiche sui paraurti, sottoporta e cerchi da 17".

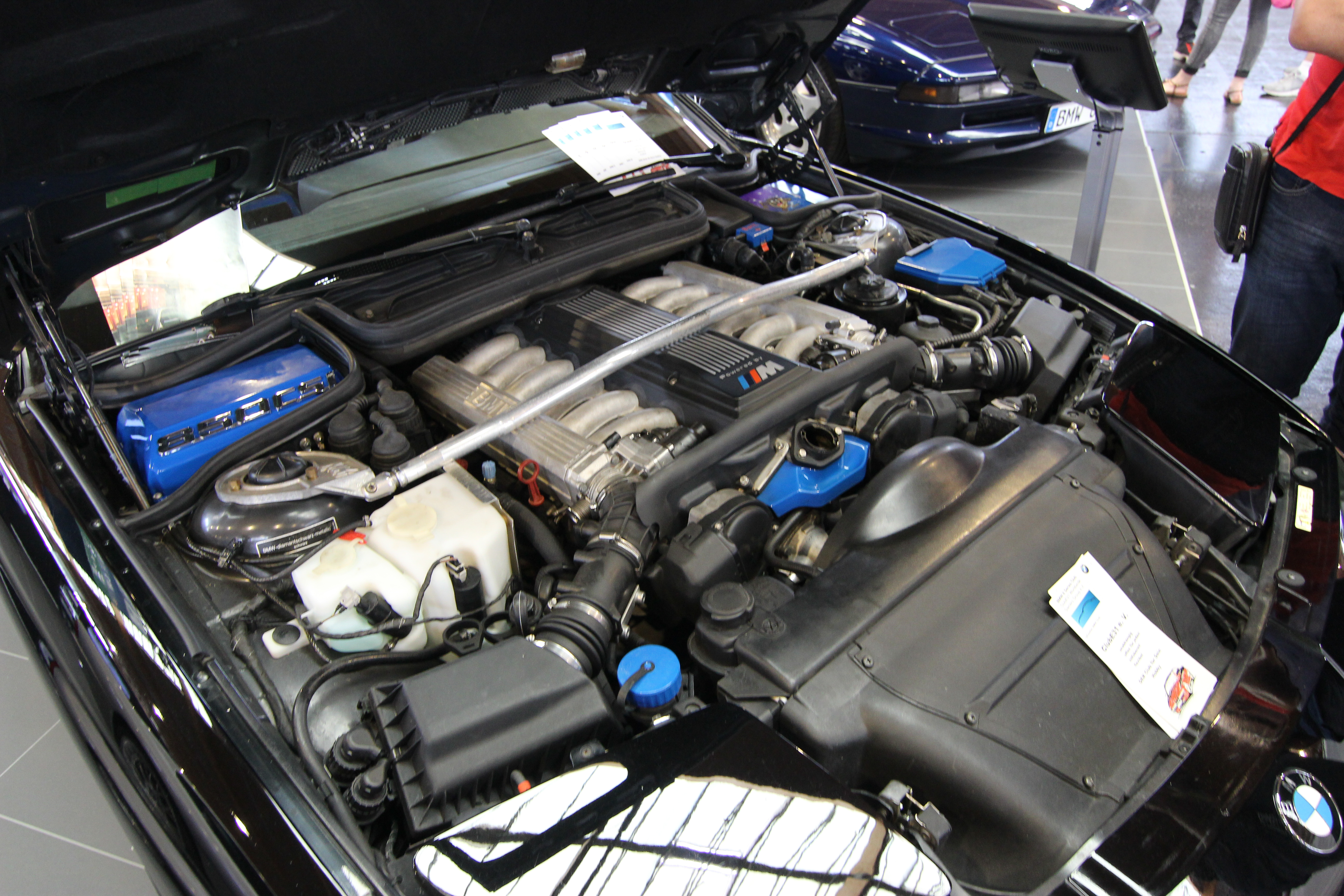
Dettaglio del vano motore di una 850 CSi

Sempre nel 1994, la 850Ci ricevette il nuovo V12 M73B54 a due valvole per cilindro portato a 5379 cm³ e 326 CV. Dotata unicamente di un cambio automatico a cinque rapporti Steptronic, raggiungeva anch'essa i 250 km/h autolimitati elettronicamente e un'accelerazione da 0 a 100 km/h in 6,6 secondi. Nel 1989 questa versione venne realizzata in tre prototipi anche in configurazione cabriolet, ma non si ebbe un seguito produttivo su vasta scala.
Purtroppo nel 1994 cominciarono a verificarsi anche i primi problemi di affidabilità per la E31, e in particolare per il V8 da 4 litri delle 840 Ci, non tanto per le versioni destinate al Vecchio Continente, quanto per quelle destinate invece al Nordamerica, dove veniva utilizzata una benzina contenente solfati dannosi per le canne cilindri dei V8 BMW di quel periodo, realizzate in un'apposita lega chiamata nikasil, resistente alla benzina venduta in Europa, ma non a quella commercializzata negli USA e in Canada. Come conseguenza, molti esemplari destinati oltreoceano furono soggetti a gravi guasti. Tale fenomeno interessò anche altri modelli equipaggiati con lo stesso motore come la 540i E34 e la 740i E32. Dopo ripetuti tentativi di riparazione in garanzia, si decise di introdurre un nuovo propulsore sotto il cofano della 840 Ci, un altro V8 denominato M62B44, stavolta da 4,4 litri e con potenza sempre invariata a 286 CV. Prima di tutto fu introdotto nel mercato USA, all'inizio del 1995, mentre un anno dopo la commercializzazione fu estesa anche al mercato europeo. Le canne cilindri stavolta furono realizzate in alusil, un'altra lega molto meno soggetta a usura. Ma il danno d'immagine a quel punto fu compiuto e la clientela d'oltreoceano cominciò a orientarsi su altri marchi sebbene i V12 BMW non furono soggetti a usura poiché non provvisti di canne in nikasil.
La produzione della CSi, dati i risultati di vendita non molto soddisfacenti dovuti a prezzi impegnativi per l'epoca, venne sospesa alla fine del 1996. In realtà, a causa dei problemi sofferti fra il 1994 e il 1996, fu l'intera gamma E31 ad aver accusato un crollo di vendite significativo, più che altro in Nordamerica, ma comunque assai rilevante, visto che quello fu il mercato su cui la BMW scommise di più. La produzione del resto della gamma della Serie 8 fu prolungata fino al 1999, dopodiché nella gamma BMW non vi fu più una coupé di fascia alta per alcuni anni, fino all'arrivo delle nuove versioni della Serie 6. 
Da quel momento, per quasi vent'anni non si ebbe più nessuna BMW Serie 8, fino al 2018, anno in cui venne introdotta la seconda generazione. In totale furono realizzati 30.603 esemplari più una manciata di prototipi equipaggiati con altre motorizzazioni, ma che non entrarono mai in produzione.

## Riepilogo caratteristiche
Di seguito vengono riepilogate le caratteristiche relative alla gamma nell'arco della sua commercializzazione. I prezzi riportati sono in migliaia di lire e si riferiscono al momento dell'esordio nel mercato italiano:
| BMW Serie 8 E31 (1989-99)                                                                            |        |                  |                                             |                |               |                       |                    |                     |                     |                    |                    |                    |                                |
| Versione                                                                                             | Motore | Cilindrata (cm³) | Alimentazione                               | Potenza CV/rpm | Coppia Nm/rpm | Cambio/ N° rapporti   | Massa a vuoto (kg) | Velocità max (km/h) | Acceler. 0–100 km/h | Consumo (L/100 km) | Anni di produzione | Esemplari prodotti | Prezzo all'epoca (lire x 1000) |
| 840 Ci                                                                                               | M60B40 | 3982             | Iniezione indiretta Bosch Motronic M3.3     | 286/5800       | 400/4500      | Manuale 6 marce       | 1.780              | 250                 | 6"6                 | 11,7               | 07/1993-02/19961   | 4.728              | 127.850                        |
| 840 Ci                                                                                               | M62B44 | 4398             | Iniezione indiretta Bosch Motronic M5.2     | 286/5700       | 420/3900      | Manuale 6 marce       | 1.780              | 250                 | 6"6                 | 11,3               | 01/1995-05/19992   | 3.075              | 148.447                        |
| 850i                                                                                                 | M70B50 | 4988             | Iniezione indiretta Bosch Motronic DME M1.7 | 300/5200       | 450/4100      | Manuale 6 marce       | 1.790              | 250                 | 6"8                 | 13                 | 09/1989-12/1992    | 20.072             | 144.000                        |
| 850 Ci                                                                                               | M70B50 | 4988             | Iniezione indiretta Bosch Motronic DME M1.7 | 300/5200       | 450/4100      | Manuale 6 marce       | 1.790              | 250                 | 6"8                 | 13                 | 01/1993-10/1994    | 20.072             | 155.850                        |
| 850 Ci                                                                                               | M73B54 | 5379             | Iniezione indiretta Bosch Motronic M5.2     | 326/5000       | 490/3900      | Automatico 5 rapporti | 1.790              | 250                 | 6"3                 | 12                 | 02/1994-05/1999    | 1.218              | 181.100                        |
| 850 CSi                                                                                              | S70M56 | 5576             | Iniezione indiretta Bosch Motronic M1.7     | 381/6300       | 500/4000      | Manuale 6 marce       | 1.865              | 250                 | 6"                  | 12,8               | 08/1992-11/1996    | 1.510              | 193.000                        |
| Note: 1Per i mercati nordamericani fino al 12/1994 2Per i mercati europei solo a partire dal 02/1996 |        |                  |                                             |                |               |                       |                    |                     |                     |                    |                    |                    |                                |

## Altre versioni

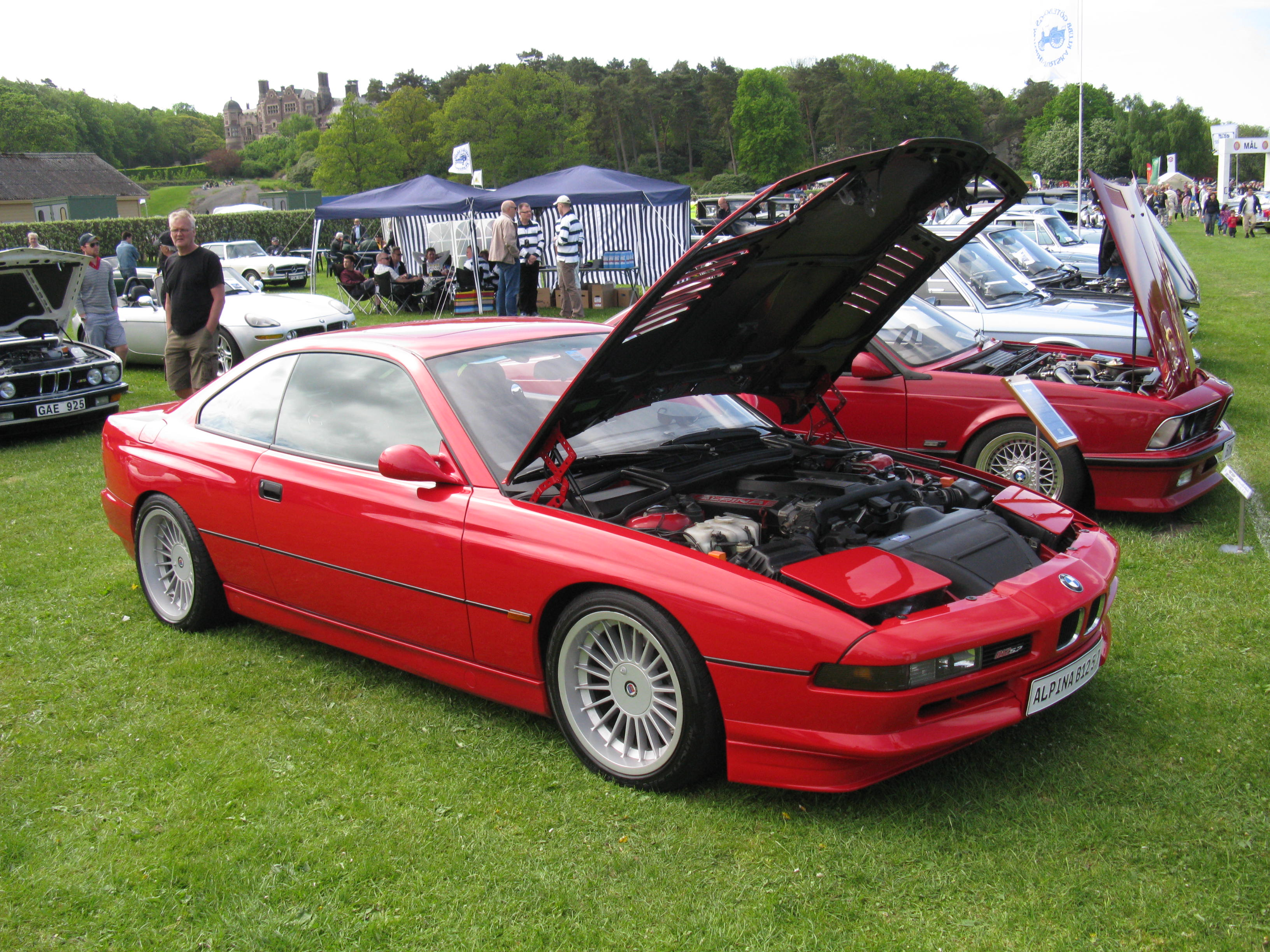
Alpina B12 5.7

### B12 5.0
La B12 5.0 è stata costruita dal 1990 al 1994 sulla base della 850i, con un motore BMW M70 V12 modificato dalla Alpina (condivisa con la E32 B12 5.0) che produceva 350 CV veniva e abbinato a un cambio automatico.

### B12 5.7
La B12 5.7 era stata introdotta nel 1992 ed era basata sulla BMW 850CSi con il motore BMW S70B56 V12 da 5,7 litri dal quale differiva per l'aspirazione, albero motore, alberi a camme e il sistema di scarico in acciaio inossidabile, nonché un cambio manuale a 6 marce. Il motore modificato produceva 418 CV. Il cofano era in fibra di carbonio ed aveva delle prese d'aria di raffreddamento supplementari con condotti NACA per un migliore il raffreddamento del motore. 

### 850 CSi Art Car
Nell'ambito del programma BMW Art Car, venne commissionata una vettura all'artista David Hockney, che vi dipinse sopra una particolare livrea.

## Prototipi

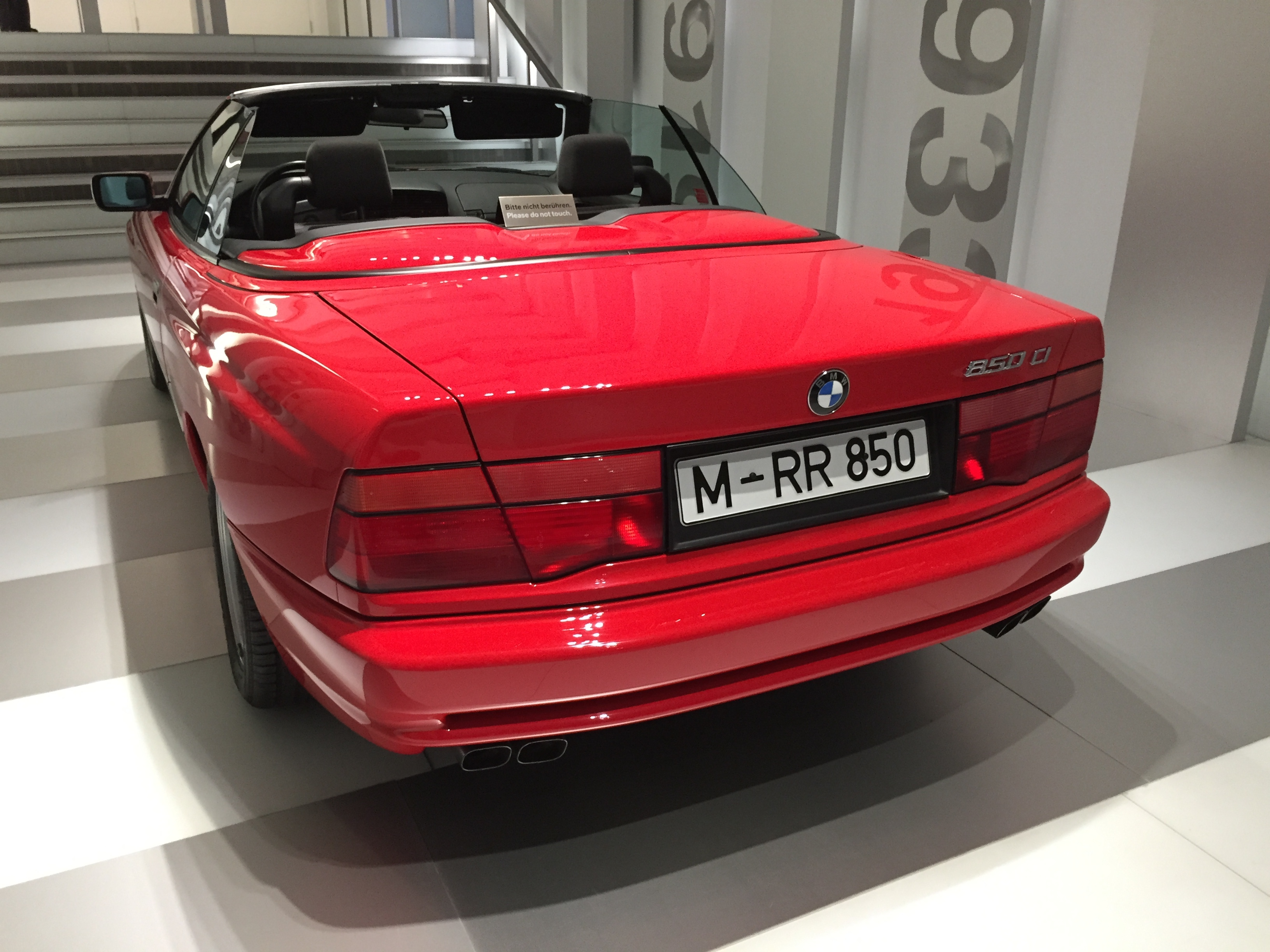
Il prototipo della 850i Cabrio esposto nel Museo BMW nell'agosto 2015

### 830i
La 830i era un prototipo che non raggiunse mai la produzione in serie.  Concepito come potenziale versione entry-level alla gamma E31, la 830i doveva utilizzare il V8 M60B30 da 3 litri con 218 CV della 530i e della 730i. Furono prodotte diciotto vetture, tredici delle quali dotate di cambio automatico. Il modello fu accantonato in favore dell'840Ci e quasi tutte le 18 auto furono smantellate; una è sopravvissuta ed è esposta nel museo BMW.

### 850i Cabrio
La Serie 8 era stata progettata fin dall'inizio con intenzione di avere una versione convertibile. Sebbene la 850i Cabrio era stata sviluppata e era ormai pronta per la produzione in serie, non entrò mai in produzione. Un prototipo di colore rosso è esposto all'interno del Museo BMW di Monaco di Baviera.
{clear}

## M8

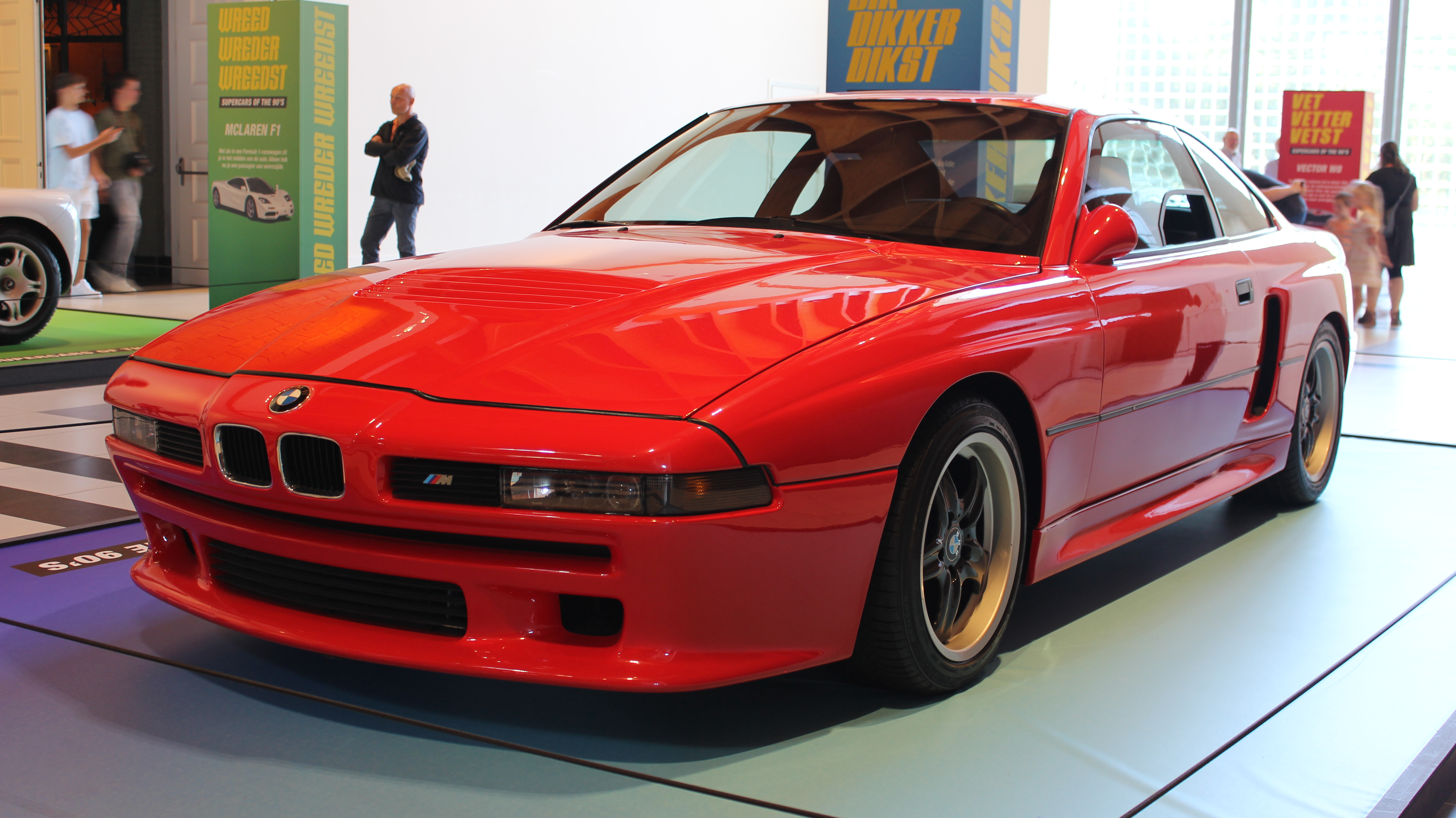
BMW M8

Negli intenti iniziali c'era anche quello di realizzare una versione sportiva, realizzata con il marchio della BMW Motorsport. Perciò a tale proposito si utilizzò il 5 litri di base per realizzare un motore assai prestante. La M8 E31 è poco conosciuta, perché subito dopo la realizzazione del primo prototipo, la BMW ne cancellò immediatamente la produzione senza svelare a nessuno i motivi di tale decisione. Anche la stampa, che chiese delucidazioni in merito, non ottenne alcuna risposta, né sulle motivazioni che spinsero la casa a cancellare la produzione della sportiva, né tanto meno sulle caratteristiche tecniche del propulsore. La sola cosa che la BMW lasciò intendere fu che in futuro quel prototipo sarebbe stato distrutto.
Di questo prototipo si seppe ben poco per circa 20 anni, fin quando il 2 luglio 2010 fu svelato ufficialmente a un ristretto numero di giornalisti all’interno del BMW Welt di Monaco per esporlo poi al BMW Museum di Monaco, manifestando la volontà di esporlo al pubblico. Il prototipo, in livrea rosso pastello, presentava una grande presa d'aria sul cofano anteriore, i fari anteriori non più a scomparsa, ma inglobati nei fari supplementari inferiori, e paraurti anteriore con grandi prese d'aria che avevano la funzione di raffreddare al meglio il motore. Riguardo al propulsore, siglato come S70/1, le notizie più attendibili parlano di un'architettura a 12 cilindri disposti a V a 60° e di una cilindrata intorno ai 6 litri con una potenza massima di 558 CV.